# Bothriocline carrissoi
Bothriocline carrissoi là một loài thực vật có hoa trong họ Cúc. Loài này được Wech. mô tả khoa học đầu tiên năm 1981.